# لوکا منالو
لوکا منالو (انگلیسی: Luka Menalo؛ زادهٔ ۲۲ ژوئیهٔ ۱۹۹۶) بازیکن فوتبال اهل بوسنی و هرزگوین است.
از باشگاه‌هایی که در آن بازی کرده‌است می‌توان به باشگاه فوتبال دینامو زاگرب اشاره کرد.
وی همچنین در تیم‌های ملی فوتبال زیر ۱۹ سال بوسنی و هرزگوین، زیر ۲۱ سال بوسنی و هرزگوین، یوفا، و بوسنی و هرزگوین بازی کرده‌است.